# Andy Plank
Andy Plank (ur. 16 lutego 1989 w Sterzing) – włoski narciarz alpejski, złoty medalista mistrzostw świata juniorów.

## Kariera
Po raz pierwszy na arenie międzynarodowej Andy Plank pojawił się 19 grudnia 2005 roku w Solda, gdzie w zawodach juniorskich zajął 32. miejsce w gigancie. W 2009 wystartował na mistrzostwach świata juniorów w Garmisch-Partenkirchen, gdzie zdobył złoty medal w zjeździe. W zawodach tych wyprzedził swego rodaka, Dominika Parisa oraz Andreasa Romara z Finlandii. Na tej samej imprezie wystąpił także w supergigancie, gigancie i slalomie, jednak nie ukończył żadnej z tych konkurencji. W zawodach Pucharu Świata zadebiutował 11 marca 2009 roku w Åre, gdzie zajął 27. miejsce w zjeździe. Tym samym już w swoim debiucie zdobył pierwsze pucharowe punkty. Jeszcze kilkukrotnie startował w zawodach tego cyklu, lecz już nie punktował. W klasyfikacji sezonu 2008/2009 zajął ostatecznie 151. miejsce. Nie startował na igrzyskach olimpijskich ani mistrzostwach świata.

## Osiągnięcia

### Mistrzostwa świata juniorów
| Miejsce | Dzień   | Rok  | Miejscowość            | Konkurencja | Czas biegu  | Strata | Zwycięzca               |
| ------- | ------- | ---- | ---------------------- | ----------- | ----------- | ------ | ----------------------- |
| 1.      | 4 marca | 2009 | Garmisch-Partenkirchen | Zjazd       | 1:39,06 min | -      | -                       |
| DNF     | 4 marca | 2009 | Garmisch-Partenkirchen | Supergigant | 1:16,64 min | -      | Manuel Kramer           |
| DNF     | 5 marca | 2009 | Garmisch-Partenkirchen | Gigant      | 2:18,49 min | -      | Alexis Pinturault       |
| DNF     | 6 marca | 2009 | Garmisch-Partenkirchen | Slalom      | 1:20,78 min | -      | Jesper Riis-Johannessen |

### Puchar Świata

#### Miejsca w klasyfikacji generalnej
- sezon 2008/2009: 151.
- sezon 2009/2010: -
- sezon 2010/2011: -

#### Pozostałe miejsca na podium w zawodach
Plank nigdy nie stanął na podium zawodów PŚ.